# 七尾看護専門学校
七尾看護専門学校（ななおかんごせんもんがっこう）とは、石川県七尾市にある専修学校（専門学校）。

## 概要
- 所在地：〒926-0854　石川県七尾市なぎの浦156番地
- 設置者：七尾市医師会
- 設置学科：看護学科（3年）

## 沿革
- 1963年（昭和38年）
  - 2月 - 准看護婦養成所の設置認可。
  - 4月 - 七尾市医師会附属七尾准看護婦養成所開設。
- 1964年（昭和39年）1月 - 七尾市医師会附属七尾准看護学院に名称変更。
- 1981年（昭和56年）12月 - 看護婦養成所の設置認可。
- 1982年（昭和57年）
  - 1月 - 七尾市医師会附属七尾看護学院に名称変更、現校舎敷地に移転。
  - 3月 - 専修学校の認可。
  - 4月 - 看護婦2年課程（定時制）併設。
- 1983年（昭和58年）4月 - 七尾市医師会附属七尾看護専門学校に名称変更。
- 1996年（平成8年）12月 - 看護婦3年課程（定時制）認可 。
- 1997年（平成9年）
  - 3月 - 准看護婦課程廃止、校舎新館落成。
  - 4月 - 七尾看護専門学校に校名を変更、看護婦3年課程（定時制）併設
- 2000年（平成12年）3月 - 看護婦2年課程（定時制）廃止。
- 2001年（平成13年）
  - 3月 - 看護婦3年課程（定時制）募集停止。
  - 4月 - 看護婦3年課程（全日制）開設。
- 2004年（平成16年）3月 - 看護師3年課程（定時制）廃止。

## 学科
- 専門課程 看護学科 3年課程

## 取得できる資格

### 看護学科
- 看護師 国家試験受験資格
- 保健師・助産師学校受験資格

## 交通アクセス
- 電車 JR七尾駅・「七尾駅」下車、徒歩約20分程度。
- バス 北鉄能登バス・和倉線［食祭市場経由］、バス停「西湊合同庁舎前」下車。

## テレビ番組
- 日経スペシャル ガイアの夜明け （テレビ東京、2025年4月25日）[1]